# 정미면
정미면(貞美面)은 대한민국 충청남도 당진시의 면이다.

## 행정 구역
- 대운산리(大雲山里)
- 대조리(大鳥里)
- 덕마리(德馬里)
- 덕삼리(德三里)
- 도산리(道山里)
- 매방리(梅坊里)
- 모평리(模坪里)
- 봉생리(鳳生里)
- 봉성리(鳳城里)
- 사관리(士冠里)
- 산성리(山城里)
- 수당리(壽堂里)
- 승산리(升山里)
- 신시리(臣是里)
- 우산리(愚山里)
- 천의리(天宜里)
- 하성리(下城里)

## 교육
- 정미초등학교
- 천의초등학교
- 신성대학교